# メイベラ (小惑星)
メイベラ (510 Mabella) は、小惑星帯に位置する小惑星である。
レイモンド・スミス・ドゥーガンがハイデルベルクのケーニッヒシュトゥール天文台で発見し、アメリカ人数学者、天文学者であるイライアス・ルーミス (Elias Loomis) の娘でデイヴィッド・ペック・トッドの妻メイベル・ルーミス・トッド (Mabel Loomis Todd) にちなんで名づけられた。